# Quante storie (programma televisivo)
Quante storie è un programma televisivo di attualità, politica e cultura in onda su Rai 3.
Le prime tre edizioni sono state condotte da Corrado Augias, mentre dalla quarta edizione è condotto da Giorgio Zanchini.

## Il programma
Affiancato dalla scrittrice Michela Murgia, dai servizi di Raffaele Manco e dalla giovane youtuber Sofia Viscardi, Augias torna dopo quattro anni nella nuova Rai 3 diretta da Daria Bignardi e nella stessa fascia oraria che ha ospitato per circa dieci anni Le storie - Diario italiano, a sua volta sostituita dalla trasmissione Pane quotidiano, interamente dedicata ai libri. Principalmente vengono trattati autori internazionali, come Virginia Woolf e Jonathan Safran Foer.
Numerosi sono gli ospiti, di fama anche internazionale, invitati nella trasmissione. Fra i molti si ricordano: Piergiorgio Odifreddi, Kim Rossi Stuart, Valerio Massimo Manfredi, Roberto Faenza, Massimo Cacciari e tanti altri.
Con l'arrivo di Zanchini il programma vede la presenza di due contributi fissi settimanali: Cartoline dall'Italia con Corrado Augias al venerdì e Dacia tra i libri con Dacia Maraini il mercoledì. 
La sigla delle prime tre edizioni del programma è stata il brano strumentale Scherzo and Trio dei Penguin Cafe Orchestra. Dalla quarta edizione, il programma utilizza una sigla realizzata appositamente da Emanuele Contis e Andrea Granitzio della INDÒRU - Boutique del Suono.

### Format
Il format consiste nell'introduzione di un argomento principale con uno o più ospiti, successivamente il pubblico espone alcune domande e infine Michela Murgia recensisce un libro.

## Edizioni
| Edizione | Data              | Data           | Conduttore       | Regia                               |
| Edizione | Inizio            | Fine           | Conduttore       | Regia                               |
| -------- | ----------------- | -------------- | ---------------- | ----------------------------------- |
| 1ª       | 12 settembre 2016 | 9 giugno 2017  | Corrado Augias   | Andrea Bevilacqua                   |
| 2ª       | 11 settembre 2017 | 8 giugno 2018  | Corrado Augias   | Andrea Bevilacqua                   |
| 3ª       | 10 settembre 2018 | 7 giugno 2019  | Corrado Augias   | Andrea Bevilacqua                   |
| 4ª       | 9 settembre 2019  | 5 giugno 2020  | Giorgio Zanchini | Andrea Bevilacqua, Graziano Paiella |
| 5ª       | 7 settembre 2020  | 4 giugno 2021  | Giorgio Zanchini | Graziano Paiella                    |
| 6ª       | 6 settembre 2021  | 10 giugno 2022 | Giorgio Zanchini | Graziano Paiella                    |
| 7ª       | 5 settembre 2022  | 9 giugno 2023  | Giorgio Zanchini | Graziano Paiella                    |
| 8ª       | 11 settembre 2023 | 7 giugno 2024  | Giorgio Zanchini | Graziano Paiella                    |
| 9ª       | 9 settembre 2024  | 6 giugno 2025  | Giorgio Zanchini | Graziano Paiella                    |

## Ascolti
| Edizione | Rete televisiva | Anno      | Programmazione | Programmazione | Programmazione | Programmazione | Programmazione | Programmazione | Programmazione | Durata      | Collocazione | Telespettatori | Share |
| Edizione | Rete televisiva | Anno      | L              | M              | M              | G              | V              | S              | D              | Durata      | Collocazione | Telespettatori | Share |
| -------- | --------------- | --------- | -------------- | -------------- | -------------- | -------------- | -------------- | -------------- | -------------- | ----------- | ------------ | -------------- | ----- |
| 1ª       | Rai 3           | 2016-2017 |                |                |                |                |                |                |                | 12:45-13:15 | mezzogiorno  |                |       |
| 2ª       | Rai 3           | 2017-2018 |                |                |                |                |                |                |                | 12:45-13:15 | mezzogiorno  |                |       |
| 3ª       | Rai 3           | 2018-2019 | 1.000.000      | 7%             |                |                |                |                |                | 12:45-13:15 | mezzogiorno  |                |       |
| 4ª       | Rai 3           | 2019-2020 |                |                |                |                |                |                |                | 12:45-13:15 | mezzogiorno  |                |       |
| 5ª       | Rai 3           | 2020-2021 |                |                |                |                |                |                |                | 12:45-13:15 | mezzogiorno  |                |       |
| 6ª       | Rai 3           | 2021-2022 |                |                |                |                |                |                |                | 12:45-13:15 | mezzogiorno  |                |       |
| 7ª       | Rai 3           | 2022-2023 |                |                |                |                |                |                |                | 12:45-13:15 | mezzogiorno  |                |       |
| 8ª       | Rai 3           | 2023-2024 |                |                |                |                |                |                |                | 12:45-13:15 | mezzogiorno  |                |       |
| 9ª       | Rai 3           | 2024-2025 |                |                |                |                |                |                |                | 12:45-13:15 | mezzogiorno  |                |       |

## Quante storie di sera
Dal 12 al 26 gennaio 2019 il programma è andato in onda anche il sabato sera alle 22:00.